# × Senecurio kleiniiformis
Senecio kleiniiformis là một loài thực vật có hoa trong họ Cúc. Loài này được Suess. miêu tả khoa học đầu tiên năm 1937.